# Tasha Danvers
Natasha De'Anka Danvers, detta Tasha (Londra, 19 settembre 1977), è un'ex ostacolista britannica, specializzata nei 400 metri ostacoli.

## Palmarès
| Anno | Manifestazione          | Sede              | Evento   | Risultato  | Prestazione | Note                          |
| ---- | ----------------------- | ----------------- | -------- | ---------- | ----------- | ----------------------------- |
| 1999 | Mondiali                | Siviglia          | 400 m hs | Batteria   | 56"22       |                               |
| 2000 | Giochi olimpici         | Sydney            | 400 m hs | 8ª         | 55"00       |                               |
| 2000 | Giochi olimpici         | Sydney            | 4×400 m  | 6ª         | 3'25"67     |                               |
| 2001 | Mondiali                | Edmonton          | 400 m hs | Batteria   | 56"36       |                               |
| 2001 | Mondiali                | Edmonton          | 4×400 m  | 5ª         | 3'26"94     |                               |
| 2002 | Europei                 | Monaco di Baviera | 400 m hs | 7ª         | 56"93       |                               |
| 2003 | Mondiali                | Parigi            | 400 m hs | Semifinale | 55"48       |                               |
| 2003 | Mondiali                | Parigi            | 4×400 m  | 6ª         | 3'26"67     |                               |
| 2006 | Giochi del Commonwealth | Melbourne         | 400 m hs | Argento    | 55"17       |                               |
| 2006 | Europei                 | Göteborg          | 400 m hs | 7ª         | 55"56       |                               |
| 2007 | Mondiali                | Osaka             | 400 m hs | 8ª         | 54"98       |                               |
| 2008 | Giochi olimpici         | Pechino           | 400 m hs | Bronzo     | 53"84       | Miglior prestazione personale |